# Bartolomé Carducho

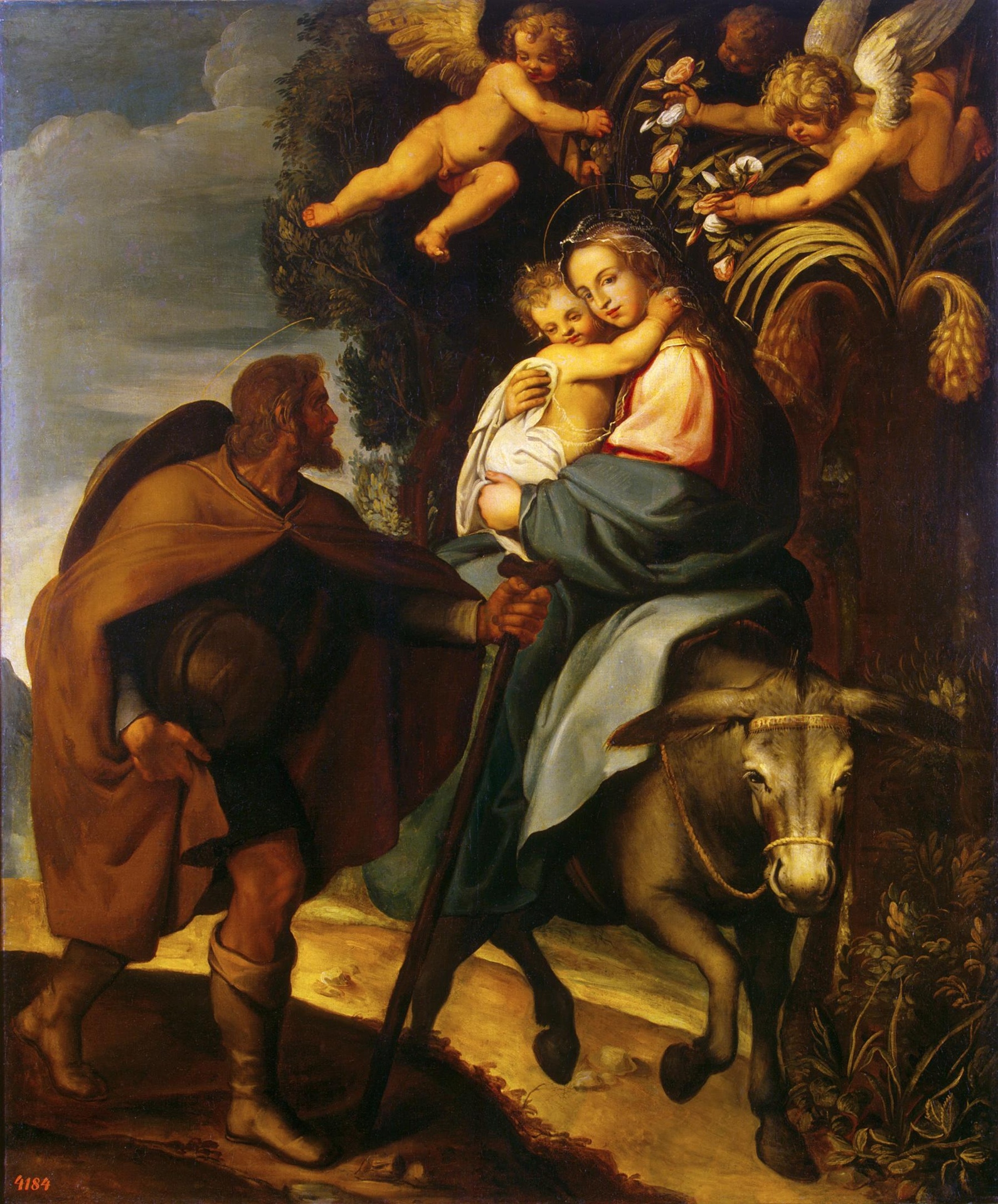
Bartolomé Carducho: Die Flucht nach Ägypten, 1600–1603, Öl auf Leinwand, 127 × 105 cm, Eremitage, St. Petersburg

Bartolomé Carducho, eigentlich Bartolomeo Carducci (* um 1560 in Florenz; † 14. November 1608 in Madrid) war ein italienischer Maler.
Schüler von Bartolomeo Ammanati, arbeitete Carducci zwischen 1574 und 1579 mit Federico Zuccari bei der Florentiner Domkuppel zusammen, folgte ihm nach Rom und 1585 nach Spanien. Während Zuccari nach Italien zurückkehrte, blieb Carducci in Spanien, heiratete Jeronima Cappello und betätigte sich neben seiner Malerei auch als Händler von Gemälden, die er aus Italien bezog. 1593 stellte er den Antrag, in die Accademia del Disegno in Florenz aufgenommen zu werden, den Gregorio Pagani (1558–1605) vorlegte. 1598 wurde er Hofmaler Philipps III. Er starb 1608. Hauptwerke Carduchos sind: die Stigmatisation des heiligen Franziskus im Kloster des heiligen Hieronymus, die Abnahme vom Kreuze zu San Felipe el Real in Madrid, die Anbetung der Könige im Alcázar von Segovia.
Er nahm seinen Bruder Vincenzo als Gehilfe mit nach Spanien und unterrichtete ihn in der Malerei.

## Auswahl von Werken

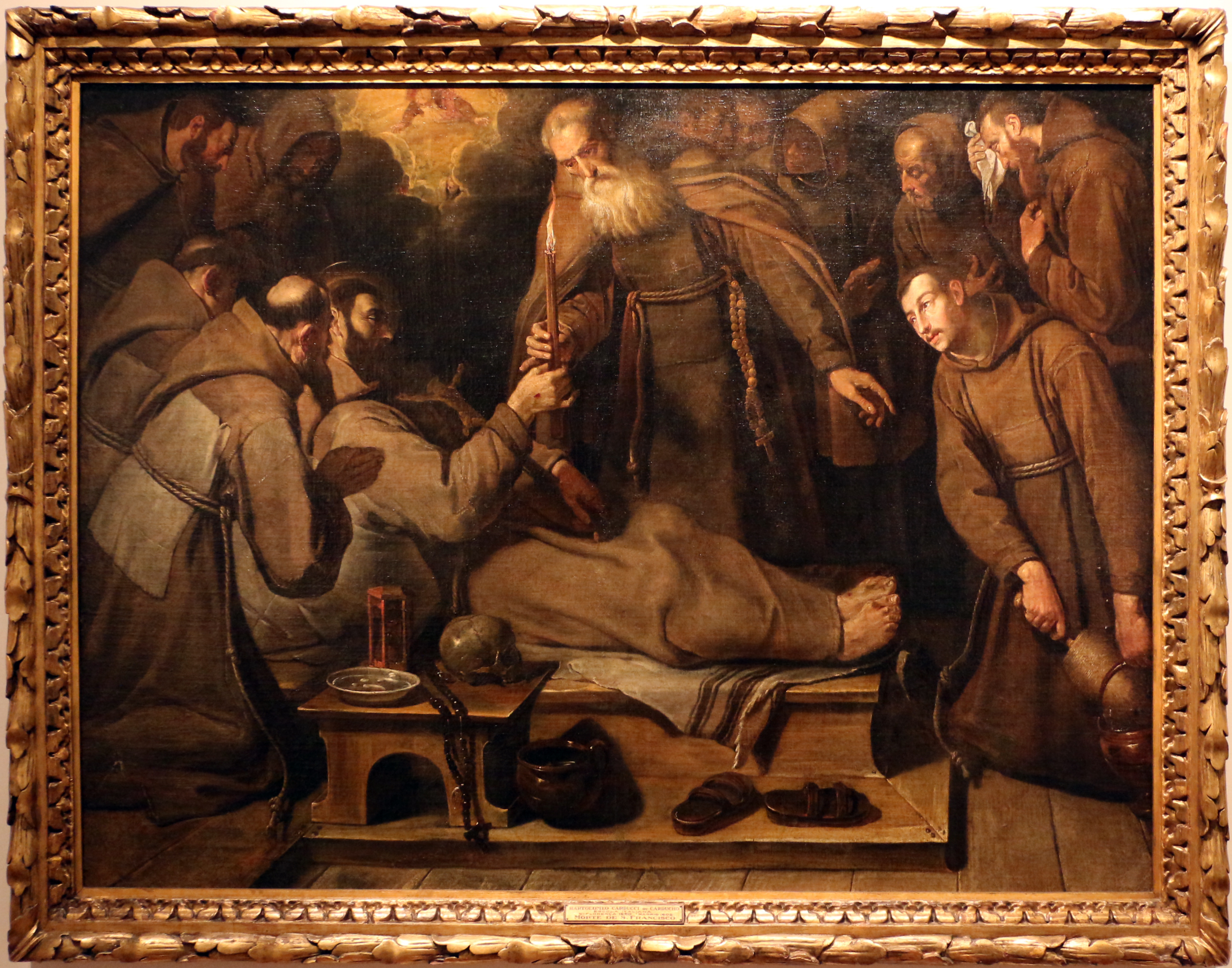
Tod des hl. Franziskus, 1593, Öl auf Leinwand (Museu Nacional de Arte Antiga, Lissabon)
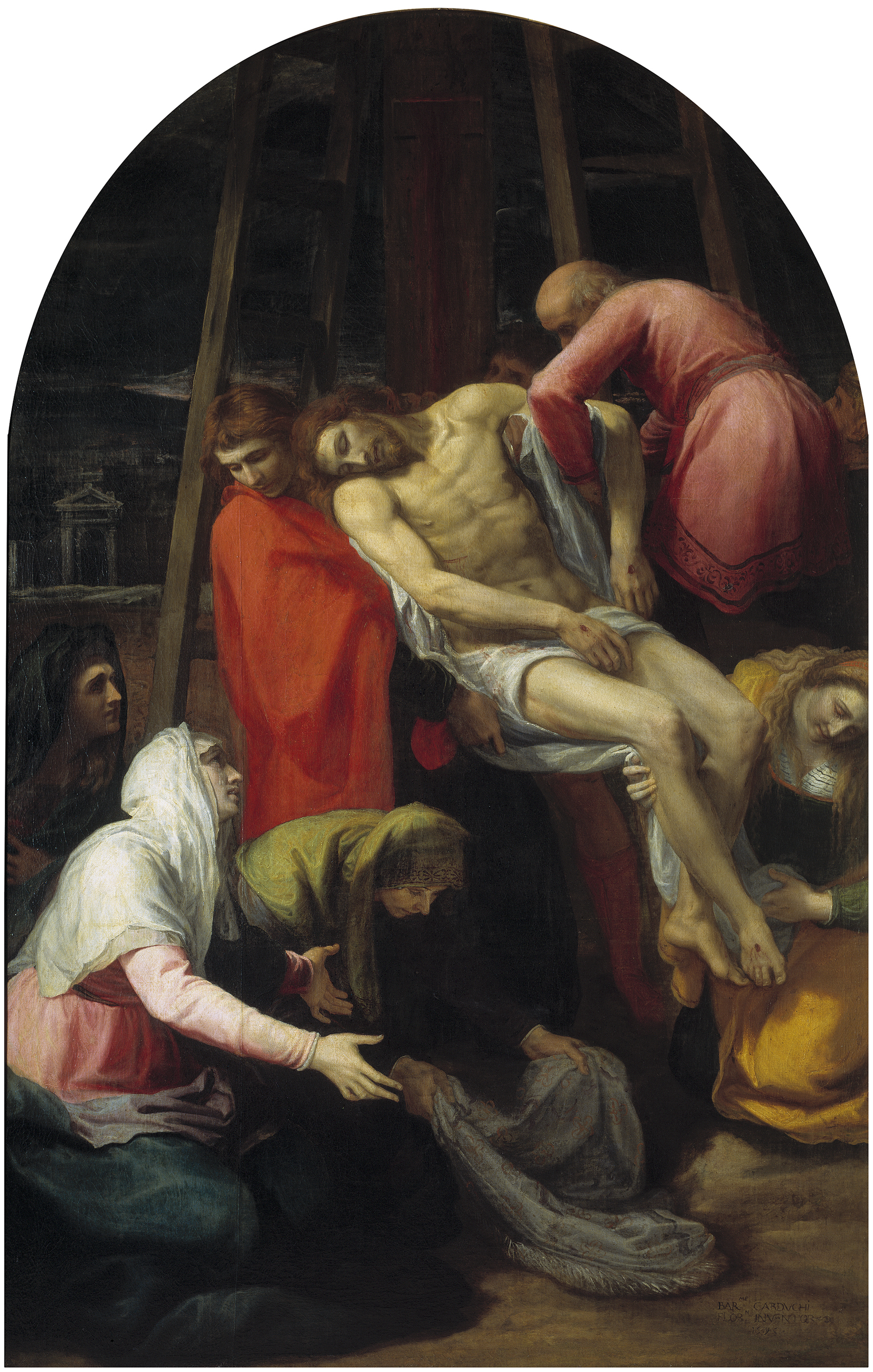
Kreuzabnahme, 1595, Öl auf Leinwand, 263 × 181 cm (Prado)
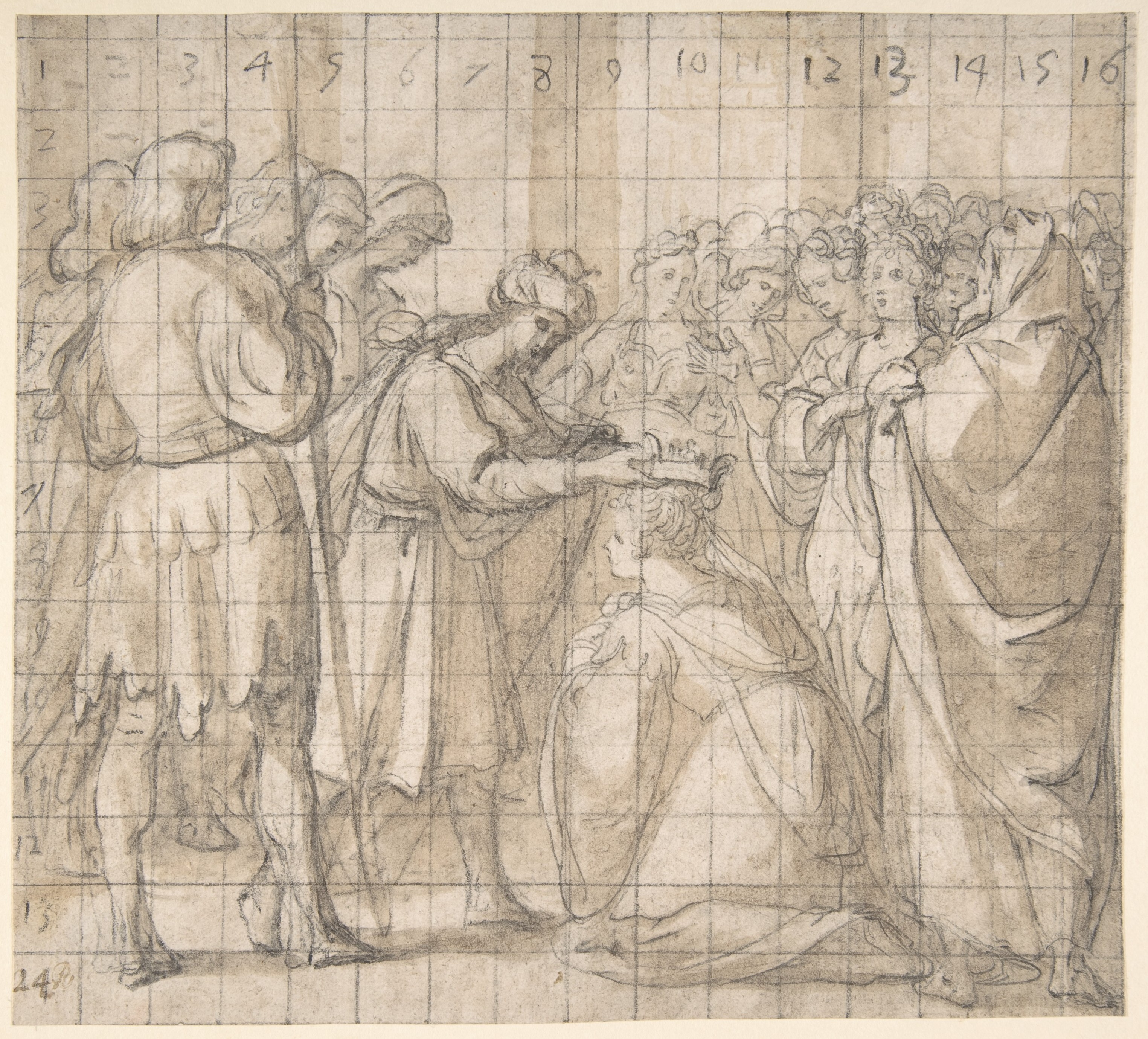
Krönung Esthers (Metropolitan Museum of Art)